# Titi Harapan
Titi Harapan is een bestuurslaag in het regentschap Aceh Tenggara van de provincie Atjeh, Indonesië. Titi Harapan telt 240 inwoners (volkstelling 2010).